# Этельстан (король Восточной Англии)
Этельстан (англ. Æthelstan) был королём Восточной Англии в IX веке. Как и в случае с другими королями Восточной Англии, имеется очень мало информации о нём. Однако Этельстан оставил обширную коллекцию монет как портретного, так и непортретного типа.
Предполагается, что Этельстан, вероятно, был королём, который победил и убил мерсийских королей Беорнвульфа (умер в 826 году) и Лудеку (умер в 827 году). Возможно, он пытался захватить власть в Восточной Англии после смерти Кенвульфа из Мерсии (умер в 821 году). Если это так, то он, по-видимому, был побеждён преемником Кенвульфа Кёлвульфом I.
Конец правления Этельстана приходится на середину или конец 840-х годов. После него стал королём Этельверд.